# كلاوس غيرهارت
كلاوس غيرهارت (بالإنجليزية: Klaus Gerhart)‏ هو مصور أمريكي، ولد في 14 مايو 1965.